# Арнальдо Карлі
Арнальдо Карлі (італ. Arnaldo Carli, 30 липня 1901 — 14 вересня 1972) — італійський велогонщик.
Олімпійський чемпіон 1920 року в командній гонці переслідування.